# Vinbladmögel

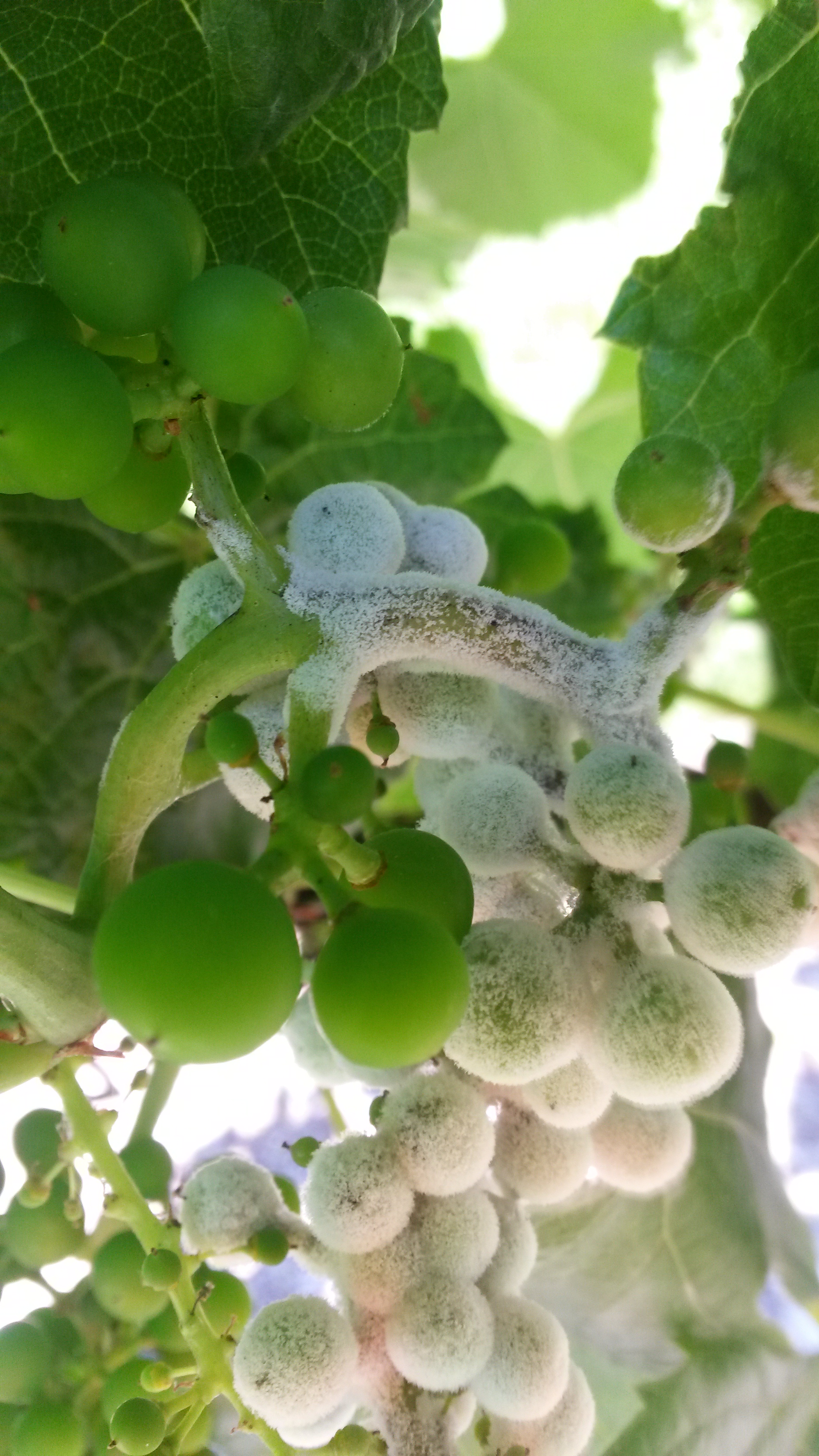
Druvor angripna av Vinbladmögel.

Vinbladmögel (Plasmopara viticola) är en svampliknande sjukdom på arter av vinsläktet, Vitis. Vinbladmögel kallas också "Mildiou" (franska för "Bladmögel") och "Downey Mildew", eller mer specificierat "Grapewine Downey Mildew" (engelska). Ibland ser man dessutom namnet Peronospora och det beror på att Plasmopara viticola hör till en familj av svampar som heter Peronosporaceae. Ett äldre svenskt namn är Vinmögel. Vinbladmögel har sitt ursprung i Amerika och kom till Europa 1878. Svampsjukdomen ställde till med stora problem i vinodlingar i bl.a. Frankrike. År 1888 upptäcktes av en slump att koppar var verksamt mot sjukdomen. Sedan dess har man behandlat vinstockar med det som kallas Bordeauxvätska.
Vinbladmögel gillar varmt fuktigt väder likt de flesta svampar och övervintrar på nedfallna löv och annat i marken. Har man en gång fått in sjukan kan man aldrig bli av med den, men man kan spruta, och det skall göras ett par till tre gånger per år. Speciellt viktigt är det att behandla plantorna på hösten efter skörden. Vinbladmögel angriper alla delar av plantan.
Plasmopara viticola  är inte en mögelsvamp (tillhör inte svampriket)  utan tillhör gruppen Algsvampar (Oomycota)  en grupp av Protister, Stramenopiler.